# Briton Ferry
Briton Ferry is een plaats in Wales, in het county borough Neath Port Talbot en in het ceremoniële behouden graafschap West Glamorgan. De plaats telt 7.186 inwoners.

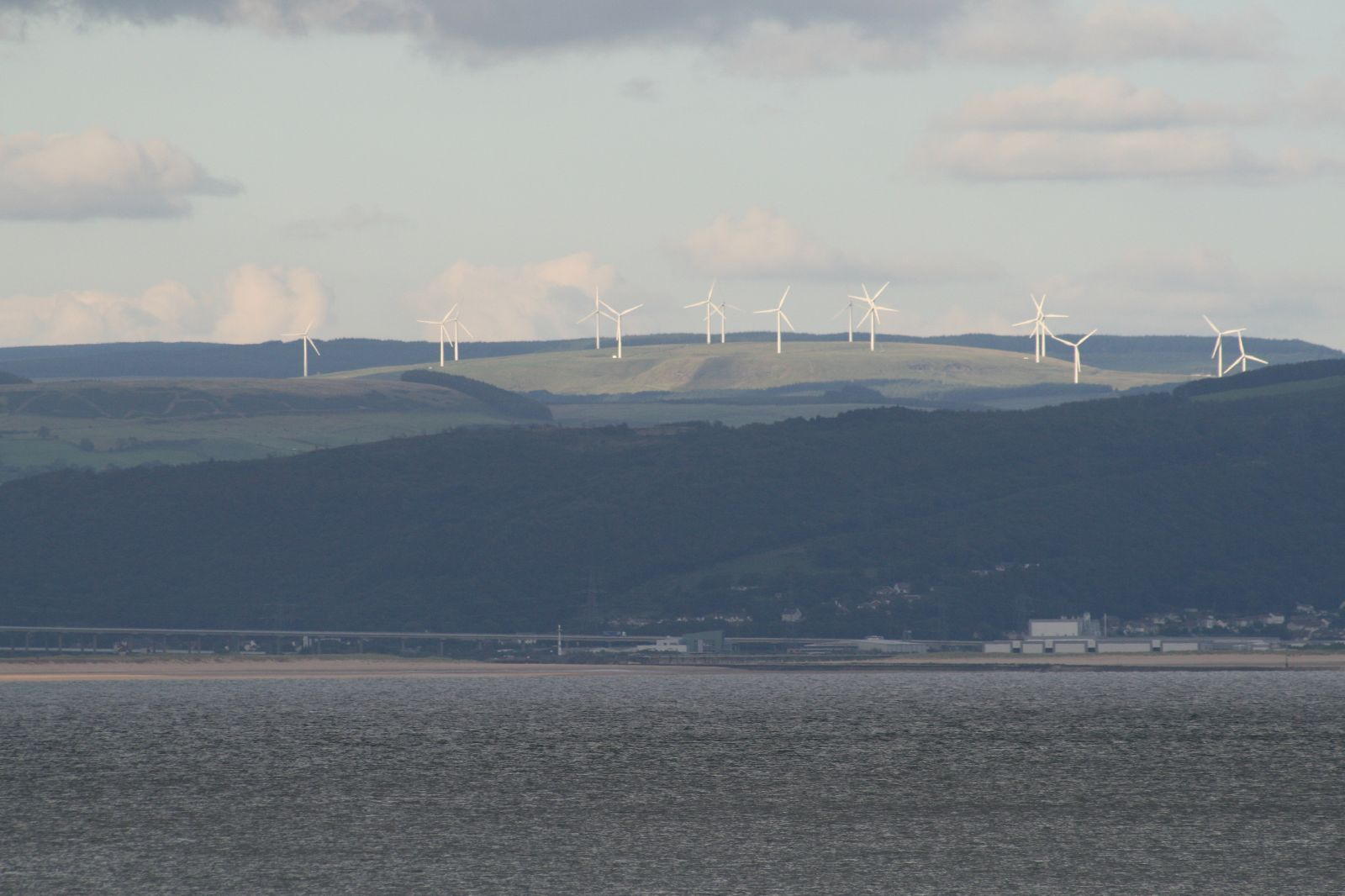
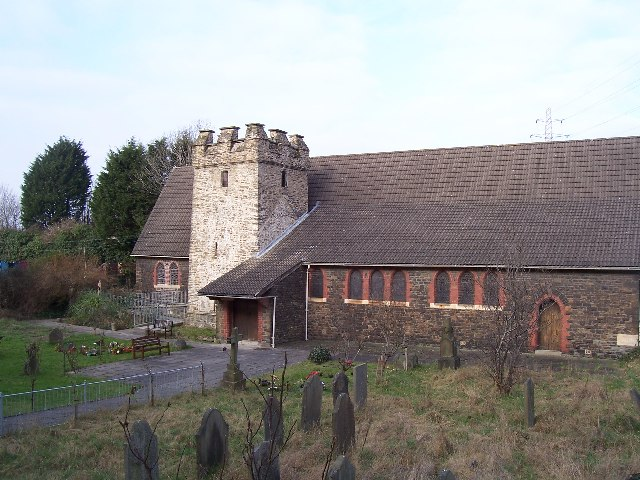
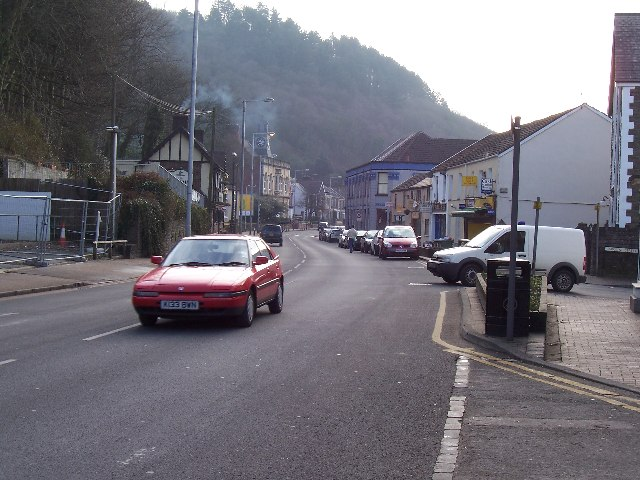
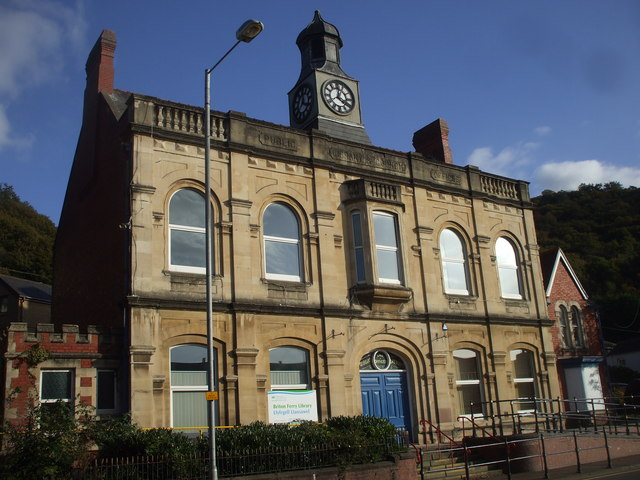